# Tornado de Encarnación de 1926
El tornado de Encarnación de 1926 fue un fuerte evento meteorológico ocurrido el día 20 de septiembre de 1926 en horas de la tarde, en la ciudad de Encarnación, departamento de Itapúa, en el sur del Paraguay. Esta zona tiene una moderada propensión a este tipo de fenómenos climáticos por encontrarse en el Pasillo de los Tornados aunque son raras igualmente el desarrollo de estos eventos. Se estima su categoría en F5 en la Escala Fujita por su capacidad destructiva.
Por la intensidad, nivel de destrucción y particularidad del fenómeno, se trató de la tormenta más destructiva en extensión que afectó a la República del Paraguay y la más mortífera del continente. Se estima que fallecieron entre 300 y 400 personas, e incalculables pérdidas económicas y culturales, provocando el atraso de la ciudad en los años posteriores, de lo que en aquel entonces era siendo la segunda ciudad principal del país.

## Formación
Alrededor de las 18:45 horas, al final de un día húmedo y caluroso, el ocaso se mezclaba de fondo con la oscuridad que avecinaba rápidamente. Desde el sur se asomaba un frente tormentoso, con fuertes lluvias, descargas eléctricas y vientos sostenidos de más de 180 km/h.  La tromba se formó sobre el río Paraná a unos 200 metros de la costa paraguaya. Dos corrientes de viento huracanado de más de 250 km/h acompañados de fuerte chaparrones y descargas eléctricas se encontraron justo frente a la ciudad. El tornado entró por el muelle -construido en 1918, principal fuente de comunicación con la Argentina y de transporte de cargas y pasajeros- siendo totalmente destruido, arrasando prácticamente todo lo que hoy sería la ex-Zona Baja de la ciudad, así como casas, monumentos, edificios, etc. El saldo fue de centenares de muertos y heridos, e incalculables pérdidas económicas, lo que produjo el atraso de la ciudad en los años posteriores.

## Posterior al desastre
Algunos aprovecharon luego de la desgracia para saquear cosas y objetos de valor de los edificios derrumbados, pero así también surgieron héroes, muchos de ellos anónimos, otros con nombre y apellido, como el jefe de la usina, Juan Pedotti, que al desconectar los motores y bajar las llaves, murió electrocutado, evitando que otros tuvieran contacto con los cables caídos, salvando así muchas vidas.
El sacerdote de la ciudad, José Kreusser, socorrió centenares de personas heridas en medio de los escombros y la oscuridad. Y junto con Jorge Memmel, cruzaron el caudaloso río Paraná para pedir auxilio en la vecina ciudad de Posadas, Rca. Argentina, donde nadie sabía nada de la catástrofe. En la Casa de Gobierno provincial se desarrollaba una fiesta estudiantil, de la que participaban muchos encarnacenos, y fue suspendida de inmediato al conocerse la noticia; y el gobernador de entonces, Héctor Barreyro llamó a la solidaridad, juntó a equipos de médicos, enfermeras y monjas. Las familias encarnacenas que quedaron sin hogar fueron alojadas en Posadas, se formaron bancos de sangre. Las embarcaciones que se encontraban en el puerto posadeño se movilizaron para brindar ayuda, y los ferrobarcos pasaron a ser hospitales flotantes e improvisados albergues.
En Asunción, la noticia se conoció a las 5:45 a. m. al día siguiente, a través de un telegrama trasmitido desde Posadas y firmado por el jefe civil. El telegrama decía: «Ayer 6 y 45 (pm) un fuerte ciclón arrasó la mayor parte de Encarnación, ciudad baja. Hay numerosas víctimas». La ciudadanía y autoridades nacionales empezaron a moverse. El ferrocarril, llegó de Asunción en siete horas a la ciudad de Encarnación, llevando médicos, medicamentos, ropas, comestibles, etc. Algunos cineastas viajaron para filmar y documentar lo sucedido, para luego recorrer las ciudades del país y del exterior, exhibiendo los filmes para recaudar fondos para el socorro y paliar en alguna manera las necesidades de los damnificados. Como gratitud al pueblo posadeño por su gran ayuda, algún tiempo después, las autoridades encarnacenas erigieron un monolito y colocaron placas al pie de la Estatua de la Libertad. El parque República del Paraguay -conocida como «parque paraguayo»- de la ciudad de Posadas, fue levantado por los mismos paraguayos en agradecimiento por la ayuda brindada desde Posadas.